# Georg Umbenhauer
Georg Umbenhauer (Nuremberg, 20 de setembre de 1912 - Ídem, 15 de desembre de 1970) fou un ciclista alemany, professional des del 1932 fins al 1952. Va combinar tant el ciclisme en pista com en ruta. L'any 1936 es proclamà campió d'Alemanya en ruta.

## Palmarès en ruta
- 1936
  -  Campió d'Alemanya en ruta
  - 1r a la Grosser Sachsenpreis
  - 1r a la Rund um Chemnitz
- 1938
  - 1r a la Rund um die Hainleite
  - Vencedor d'una etapa de la Volta a Alemanya
- 1939
  - 1r a la Volta a Alemanya i vencedor d'una etapa

### Resultats al Tour de França
- 1932. 56è de la classificació general
- 1935. Abandona (16a etapa)